# نمكآبرود (مقاطعة تشالوس)
نمكآبرود (بالفارسية: نمک‌آبرود) هي مستوطنة تقع في قسم كلارستاق الغربي الريفي (مقاطعة تشالوس) في إيران. يقدر عدد سكانها بـ 354 نسمة .